# Callipeltis microstegia
Callipeltis microstegia är en måreväxtart som beskrevs av Pierre Edmond Boissier. Callipeltis microstegia ingår i släktet Callipeltis och familjen måreväxter. Inga underarter finns listade i Catalogue of Life.